# Oppersdorff (Adelsgeschlecht)

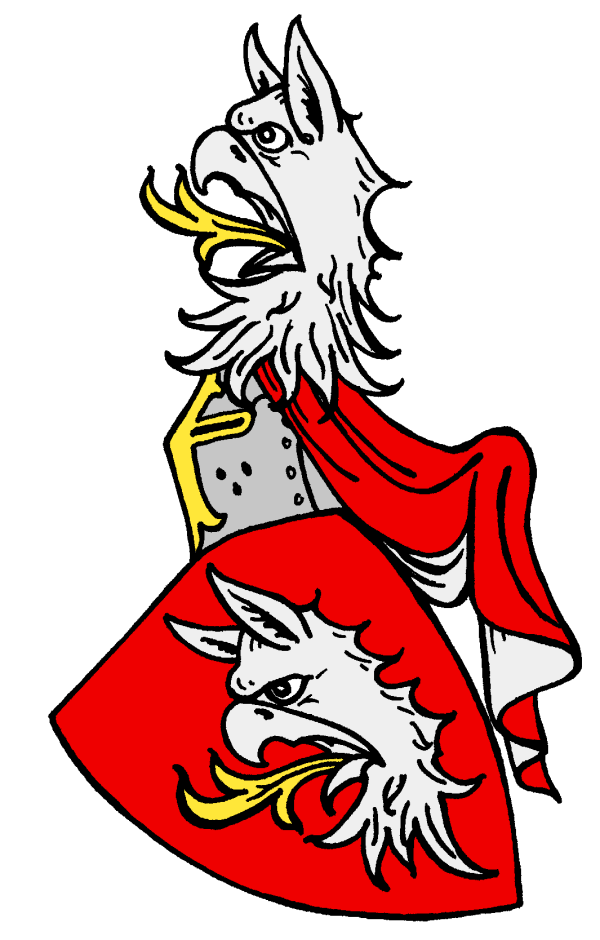
Stammwappen derer von Oppersdorff

Oppersdorff, auch Oppersdorf oder Opersdorf, ist der Name eines alten ursprünglich aus Schlesien stammenden Adelsgeschlechts. Die Familie, deren Zweige zum Teil bis heute bestehen, gehört zum Uradel im Herzogtum Oppeln und gelangte später auch in den schlesischen Herzogtümern, der Grafschaft Glatz, in Böhmen, Mähren und Niederösterreich zu Besitz und Ansehen.

## Geschichte

### Herkunft
Nach einer Überlieferung der Familie sollen die Oppersdorffer von dem alten 1519 erloschenen Grafengeschlecht von Thierstein (auch Tierstein) abstammen. Dieser Legende nach wendeten sich zwei Abkömmlinge, die Grafen Ulrich und Marquardt, in die österreichischen Lande. Von ihren Nachkommen soll Rupertus in der Schlacht auf dem Marchfeld 1278 auf der Seite des Königs Rudolf I. mit größter Tapferkeit gekämpft haben. Zum Lohn habe er Schloss Ebersdorff in Niederösterreich zu Lehen erhalten. Durch Lautverschiebung sei demnach aus Ebersdorff später Oppersdorf geworden. Diese Version, der bereits 1680 der Genealoge Philipp Jakob Spener seine Zustimmung verweigerte, findet sich noch in genealogischen Werken und Adelslexika, die Anfang des 19. Jahrhunderts erschienen.
Nach dem Genealogischen Handbuch des Adels wird die Herkunft der Familie aber vielmehr von dem meißnischen Uradelsgeschlecht derer von Rolle abgeleitet. Das Geschlecht erscheint mit Thidericus miles dictus Rolle in einer am 19. Mai 1272 datierten Urkunde erstmals. Der Name Rolle erscheint noch 1445 (Sterbedatum) auf dem Grabstein des Hans Rolle von Ulprichsdorf (* 1388) und 1449 bzw. 1467 bei seinem Sohn Heinrich (* 1442; † 1513). Die Oppersdorffer traten demnach in Schlesien mit Rullo, auch Henko Rullonis, 1321 bzw. 1325 erstmals urkundlich auf. Er war Edelknecht von Albrecht dem Jüngeren, Herzog von Oppeln. Die ununterbrochene Stammreihe beginnt mit Henricus de Oprechtsdorf, der ab 1363 in Urkunden genannt wird. Das gleichnamige Stammhaus Oppersdorf liegt unweit von Neiße und gehörte zum Fürstentum Neisse. Die Ortschaft ist heute ein Ortsteil der Stadt- und Landgemeinde Nysa im Powiat Nyski der Woiwodschaft Oppeln in Polen.

### Ausbreitung und Persönlichkeiten
Hans Rolle von Uprichsdorf (* 1388; † 1445) heiratete Anna Posadowsky von Postelwitz. Mit der Ehe kamen das Gut Haidau im späteren Kreis Striegau in Familienbesitz, das Anna über ihre Mutter Helene von Dyhrn ererbt hatte. Deren Enkel Friedrich von Oppersdorff (* 1471; † 1544), Sohn von Heinrich von Upprichtsdorf (* 1442; † 1513) und dessen Frau Margarete Broschnitz von Praus († nach 1513), war Hauptmann der Herzogtümer Brieg-Ohlau und wurde auch der Schwarze Reiter genannt. Er heiratete 1512 Barbara Strzela von Othmuth (* 1495; † 1567).
Johann (Hans, Jan), Wilhelm I. und Georg I., drei Söhne aus der Ehe, erhielten 1552 den Herrenstand im Erzherzogtum Österreich unter der Enns und zwei Jahre später den erbländisch-österreichischen Freiherrenstand. Johann, der sich in den Türkenkriegen ausgezeichnet hatte, erhielt für seine Verdienste die Herrschaften Aicha und Friedstein im Königreich Böhmen zu Lehen, mit dem Titel „Freiherr von Aich und Friedstein“. Er gestaltete das Kloster in Böhmisch-Aicha, das 1591 an die Smiřický von Smiřice und 1622 an Wallenstein gelangte, und die spätgotische Burg Rabenstein zu einem repräsentativen Renaissanceschloss um. 1557 wurde Johann Landeshauptmann des böhmischen Erbherzogtums Oppeln. 1562 konnte er vom böhmischen Landesherrn Kaiser Ferdinand I. zusätzlich die Herrschaft Oberglogau und 1563 die Herrschaft Cosel im Herzogtum Cosel als Pfandbesitz erwerben. Auch in Cosel baute er die Burg zu einem Schloss um und errichtete eine neue Pfarrkirche. Das Majorat Oberglogau blieb bis zum Übergang Schlesiens 1945 an Polen im Besitz derer von Oppersdorff. Deren katholische Linie hatte im Dreißigjährigen Krieg die Gegenreformation in Oberglogau vollzogen.

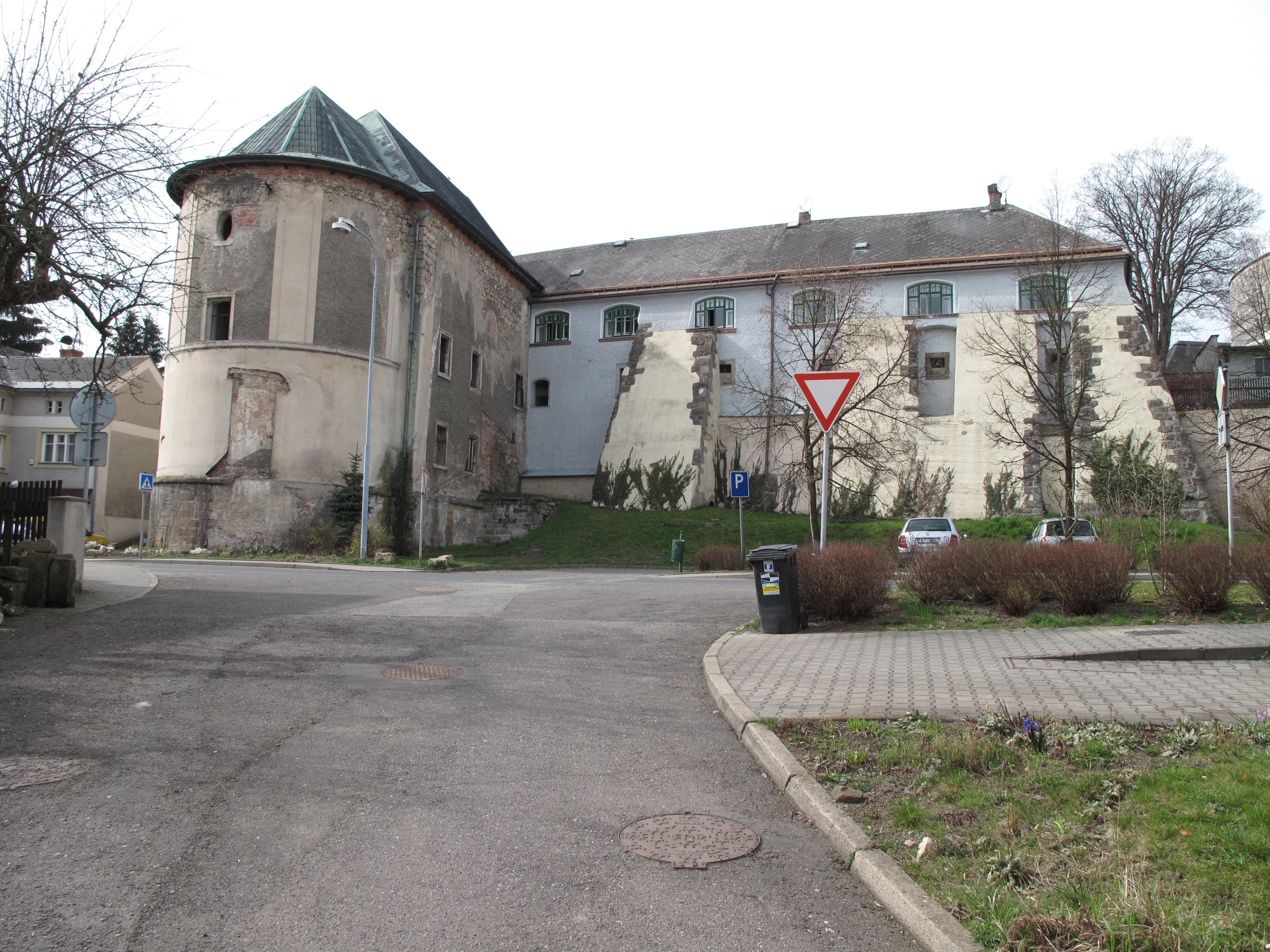
Schloss Böhmisch Aicha
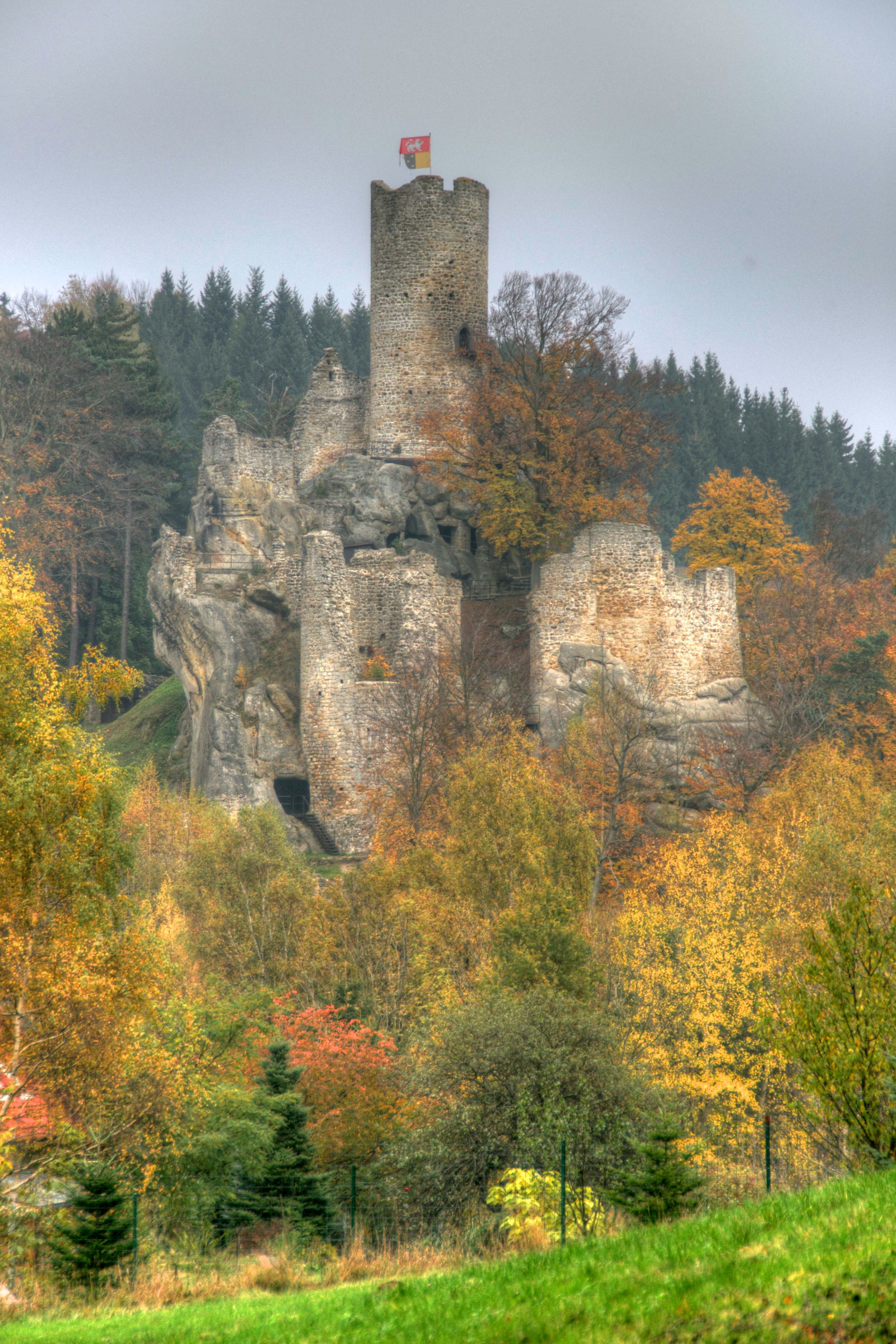
Burg Friedstein
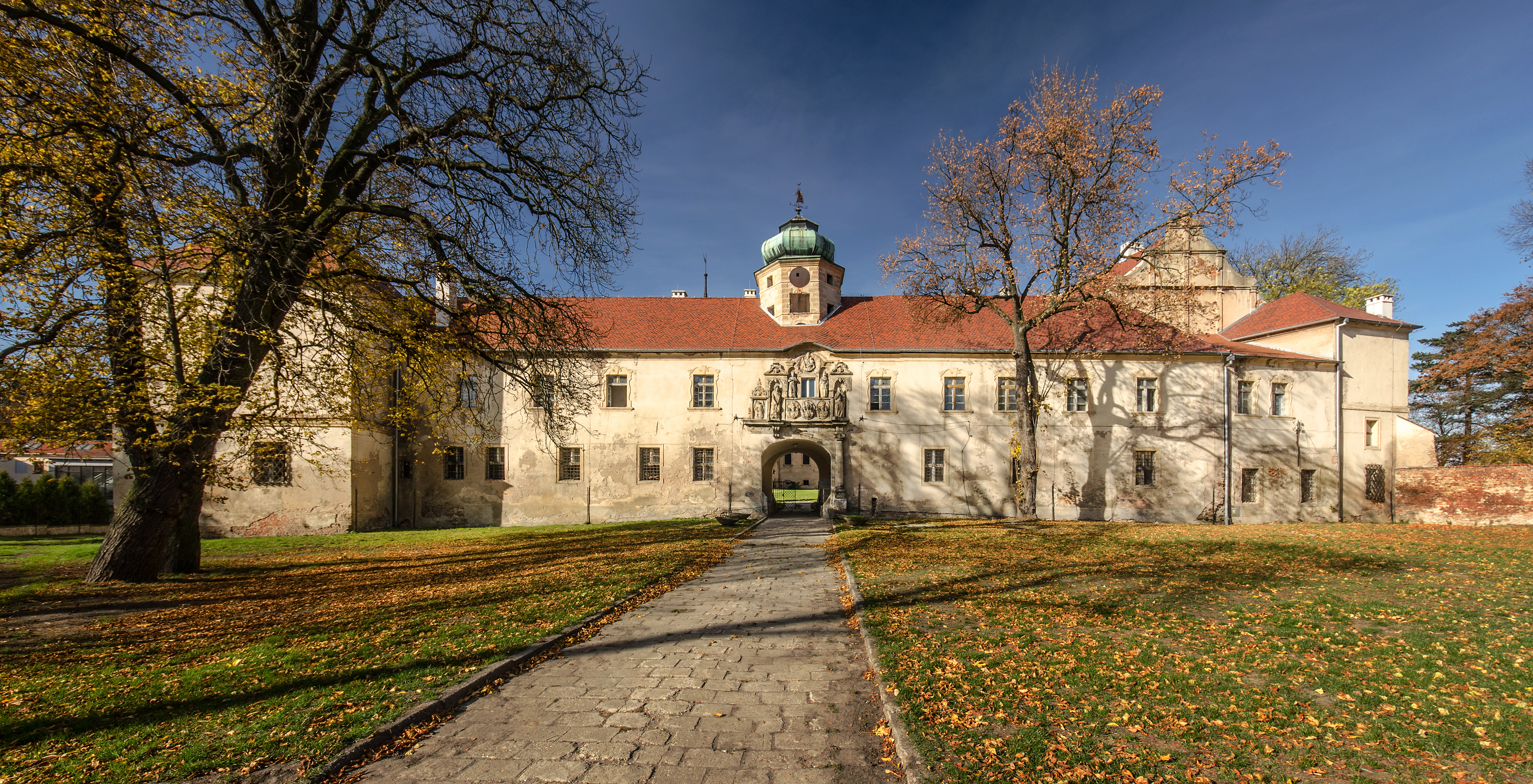
Schloss Oberglogau
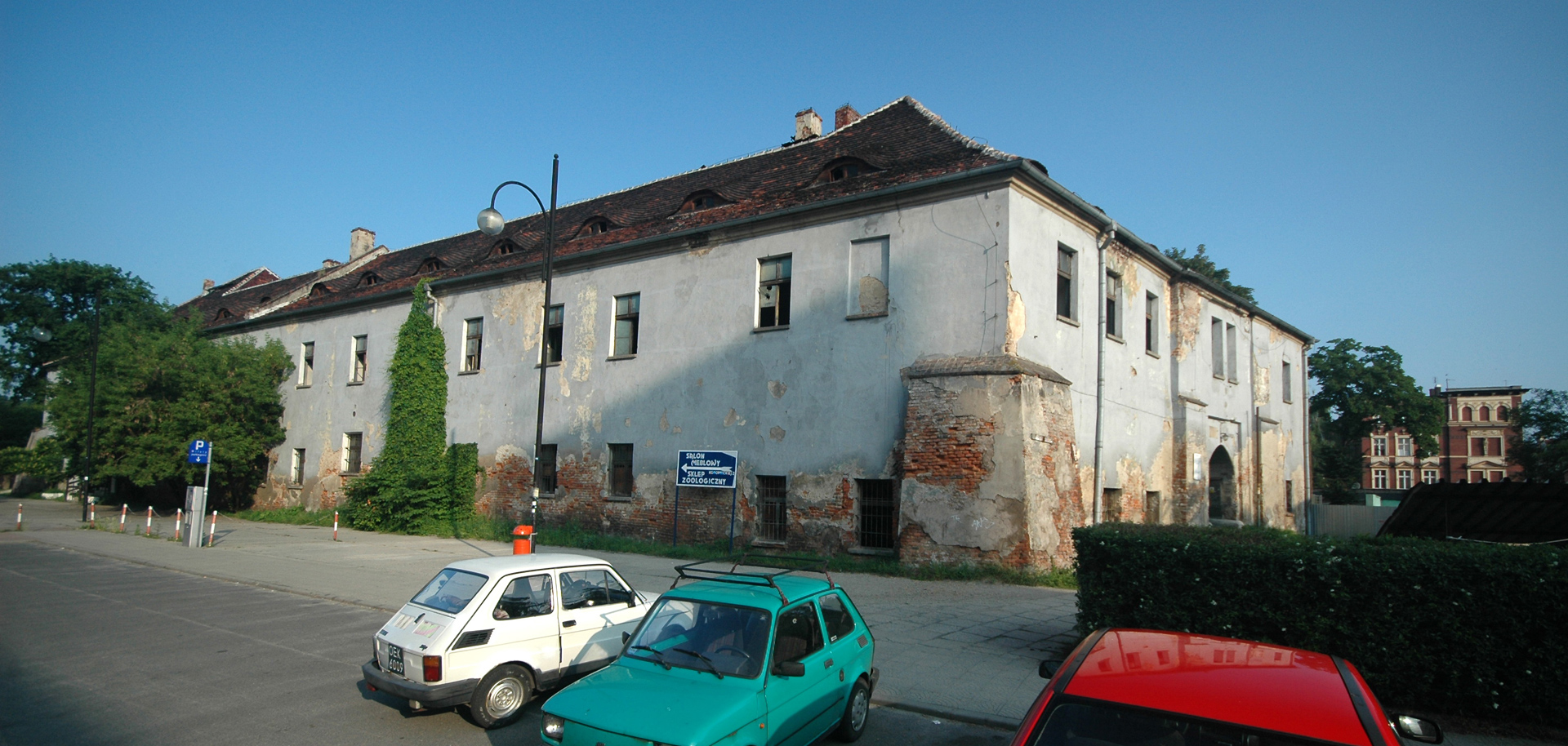
Schloss Cosel
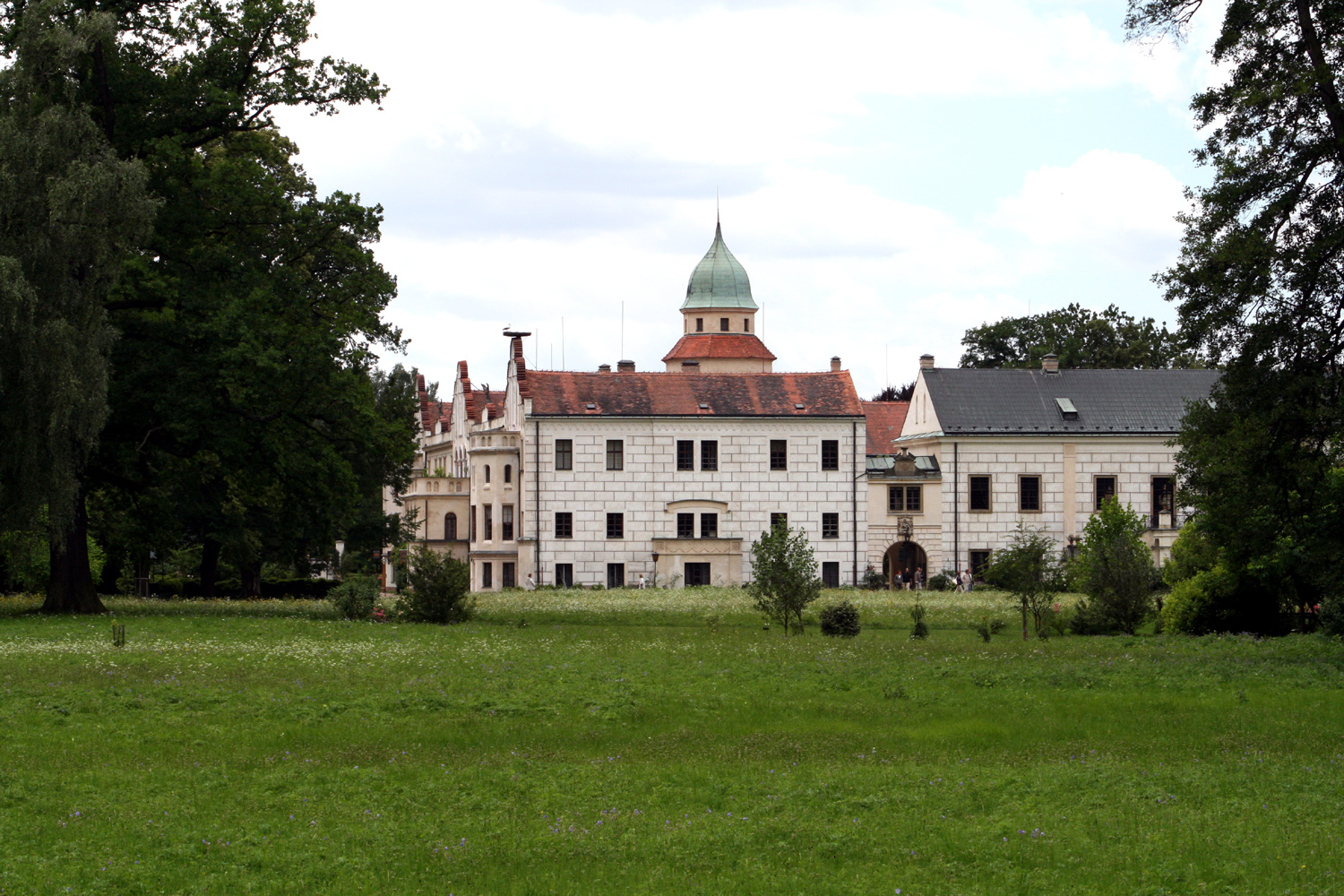
Schloss Czastolowitz
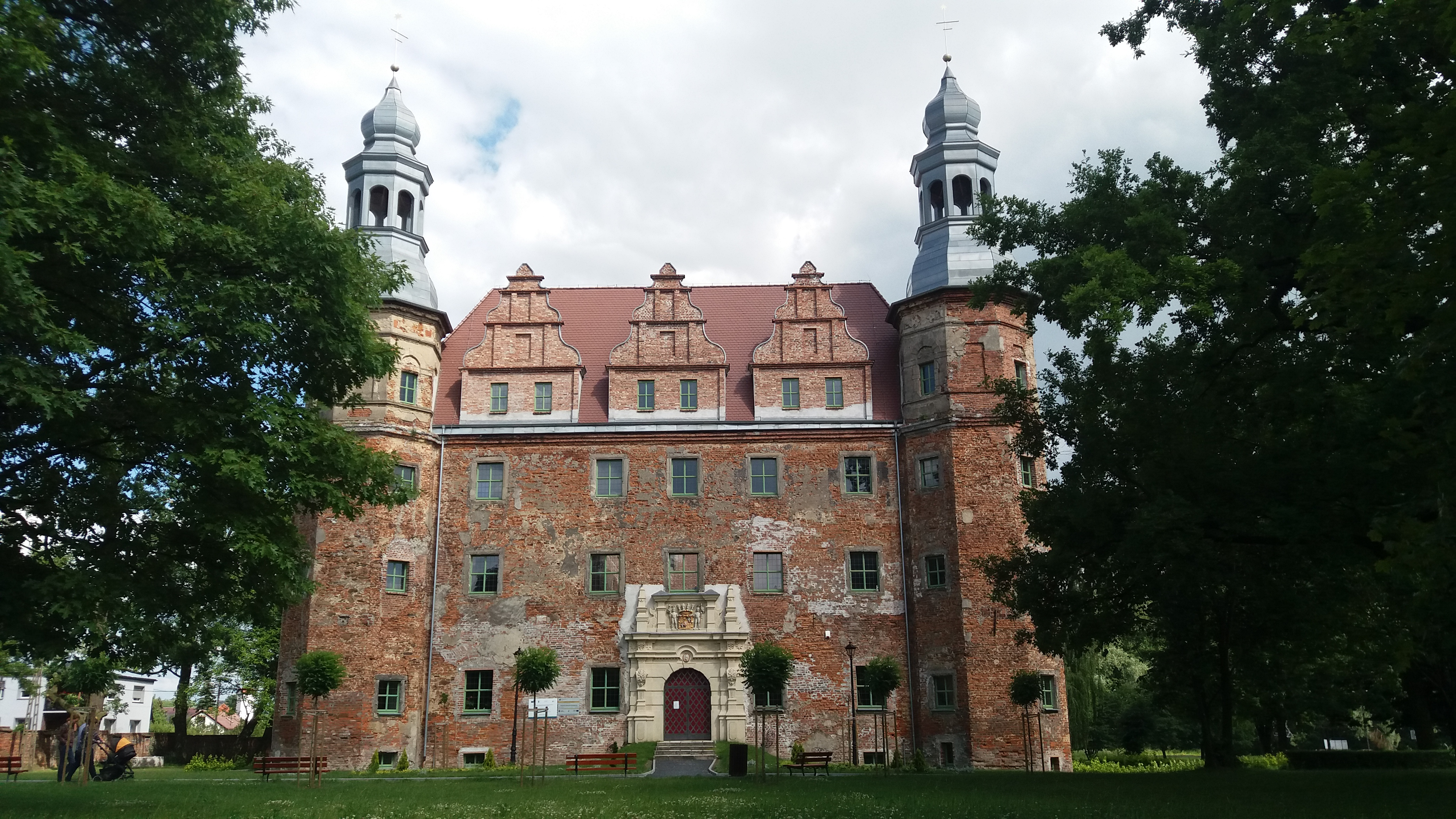
Schloss Groß Neukirch
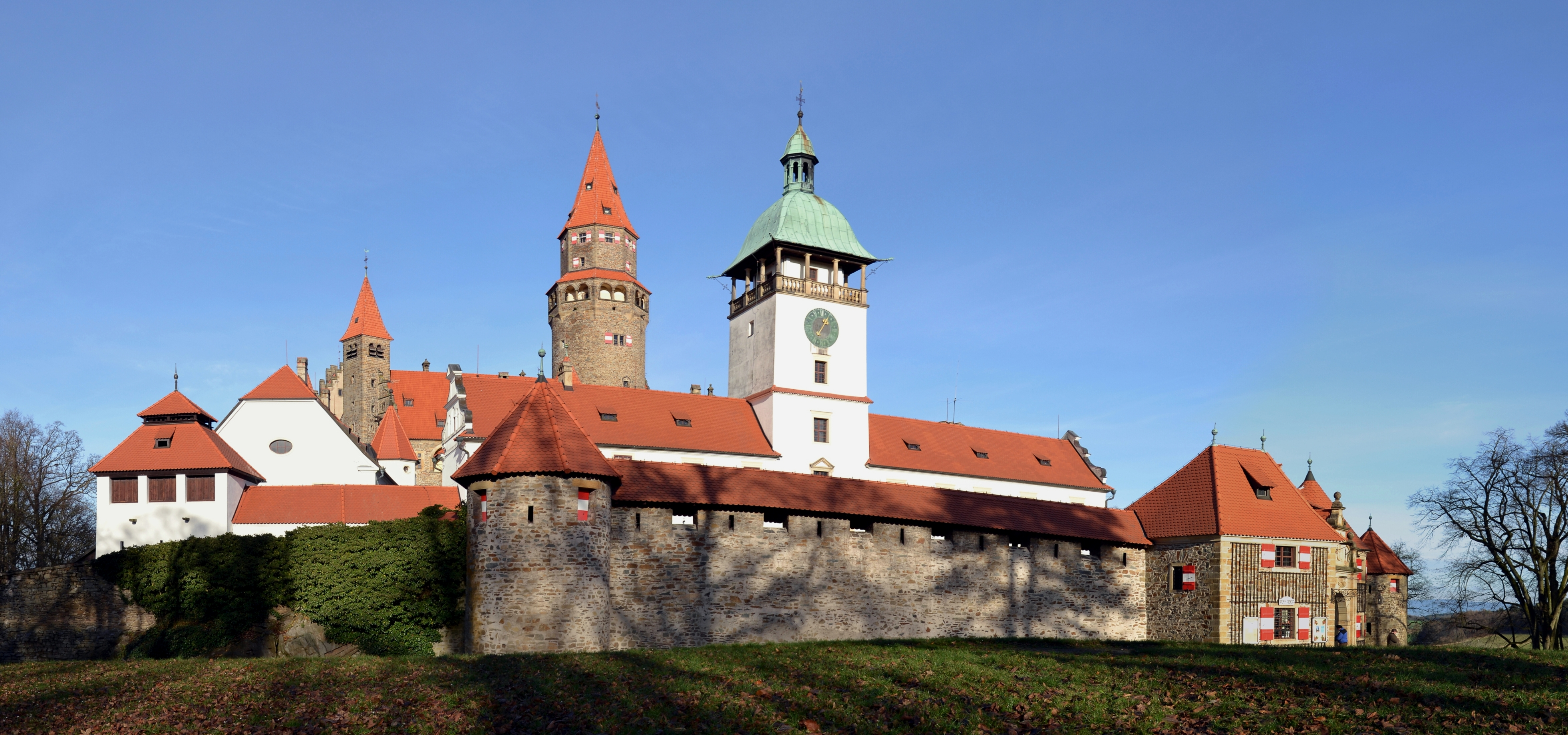
Burg Bouzov
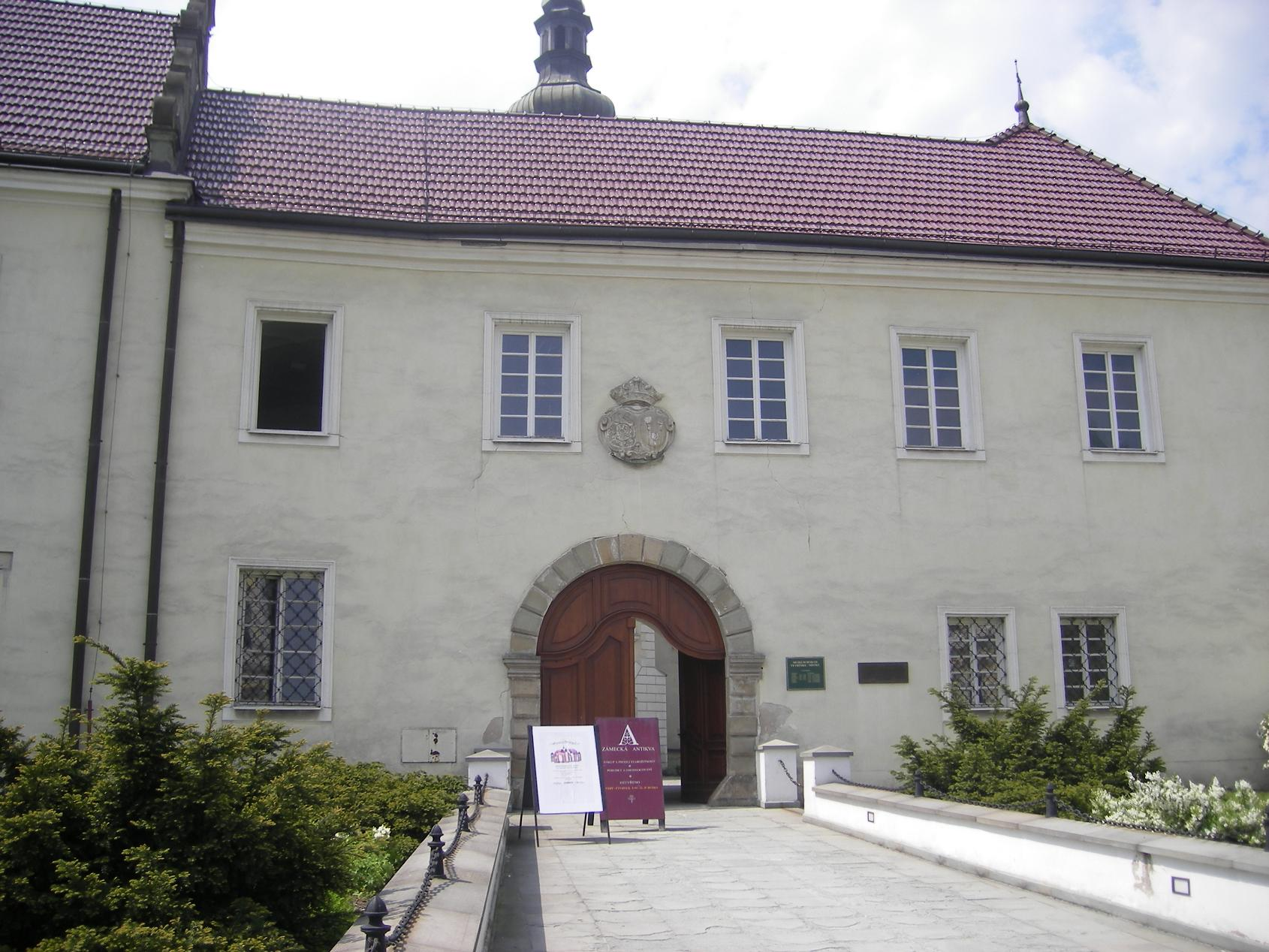
Schloss Friedeck
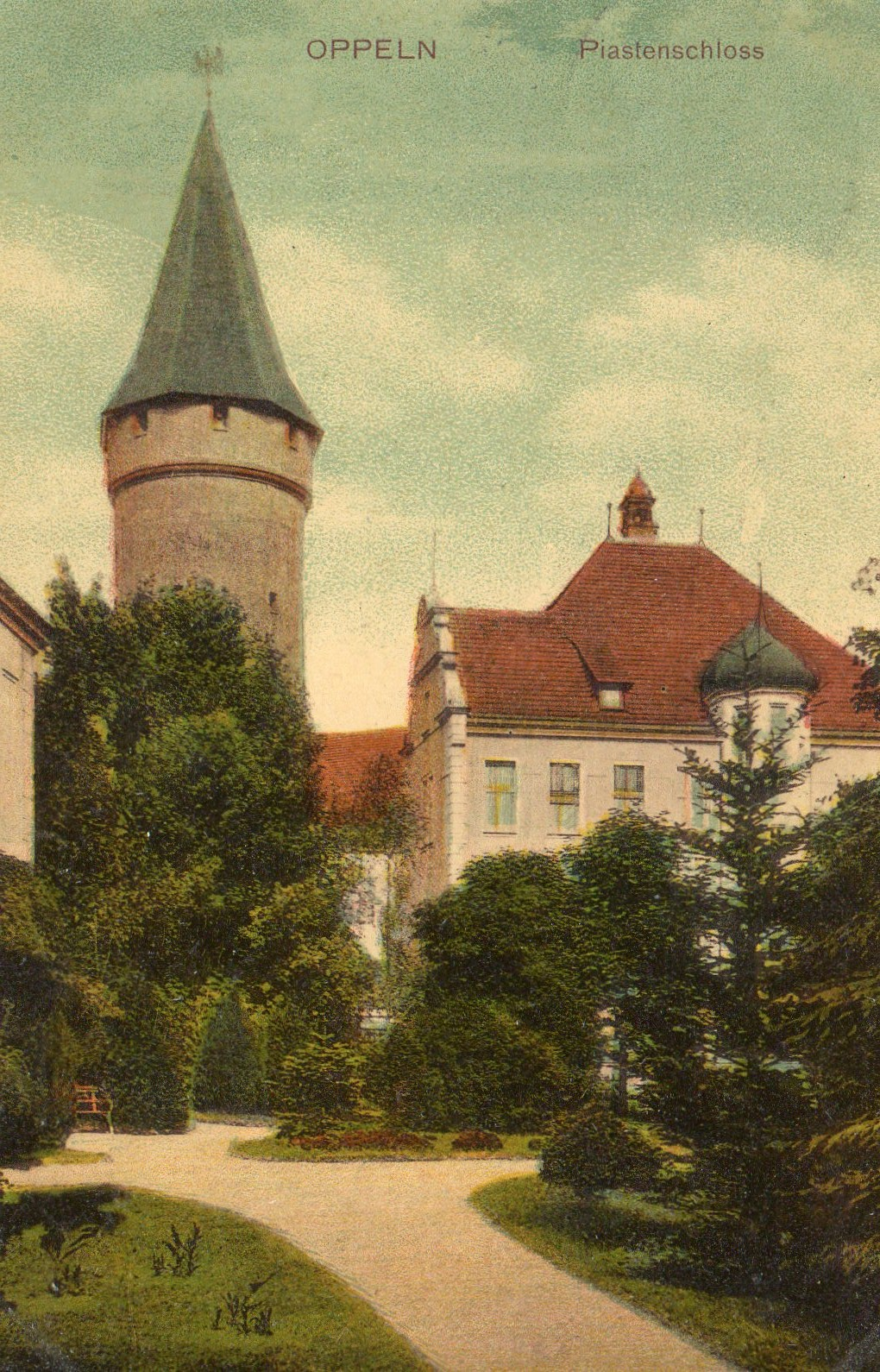
Schloss Oppeln
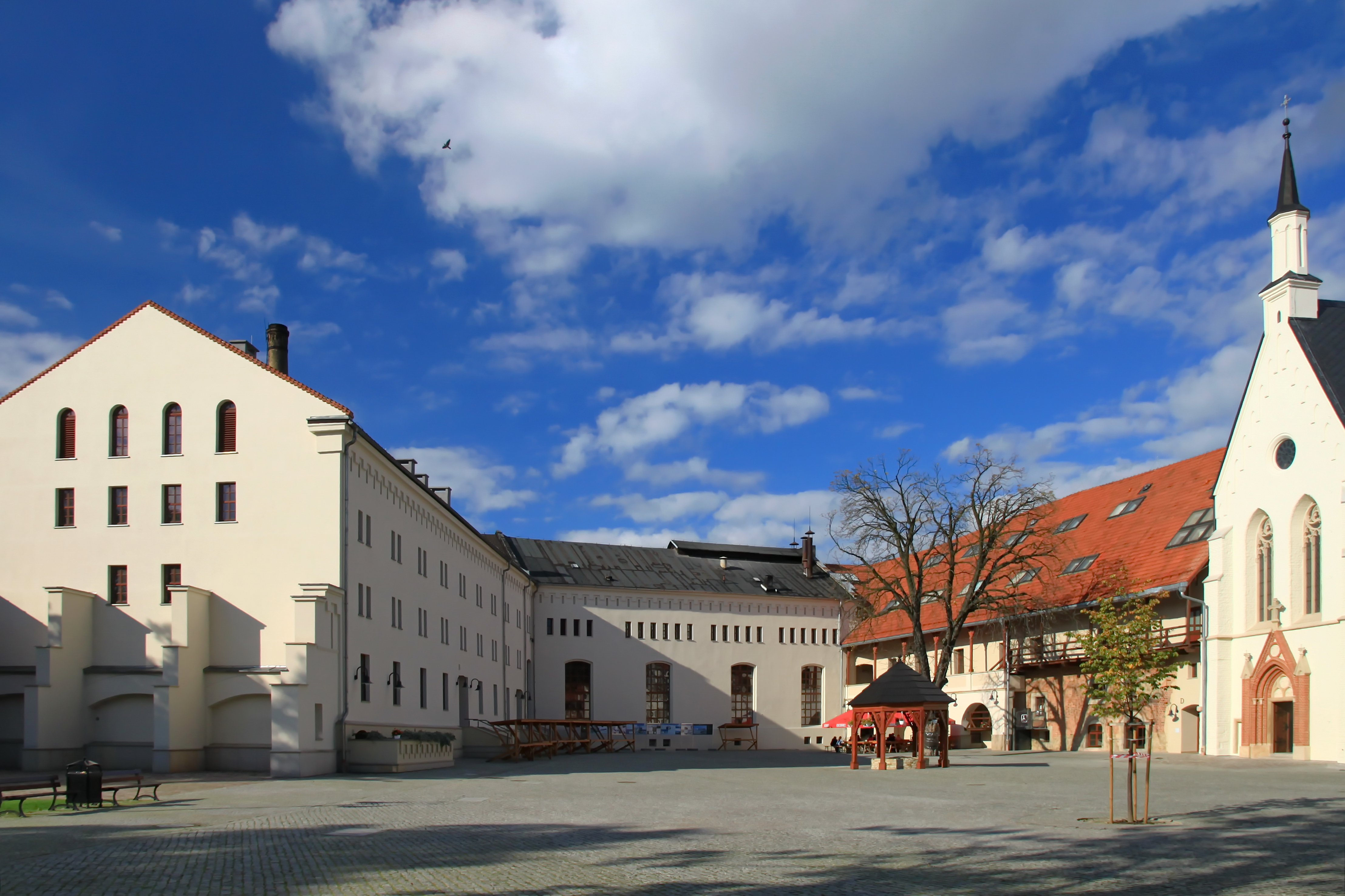
Schloss Ratibor
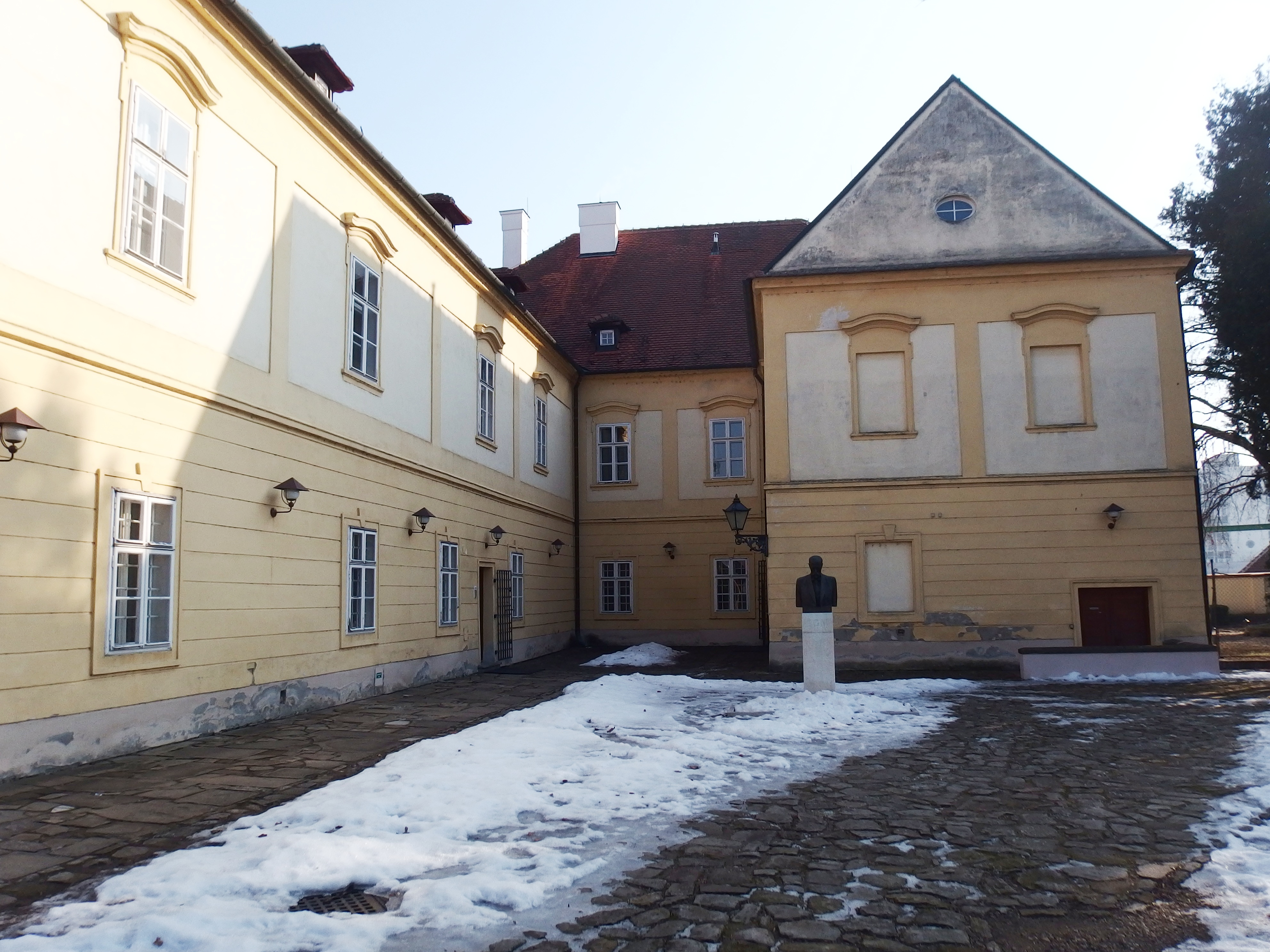
Schloss Goding (Hodonin)
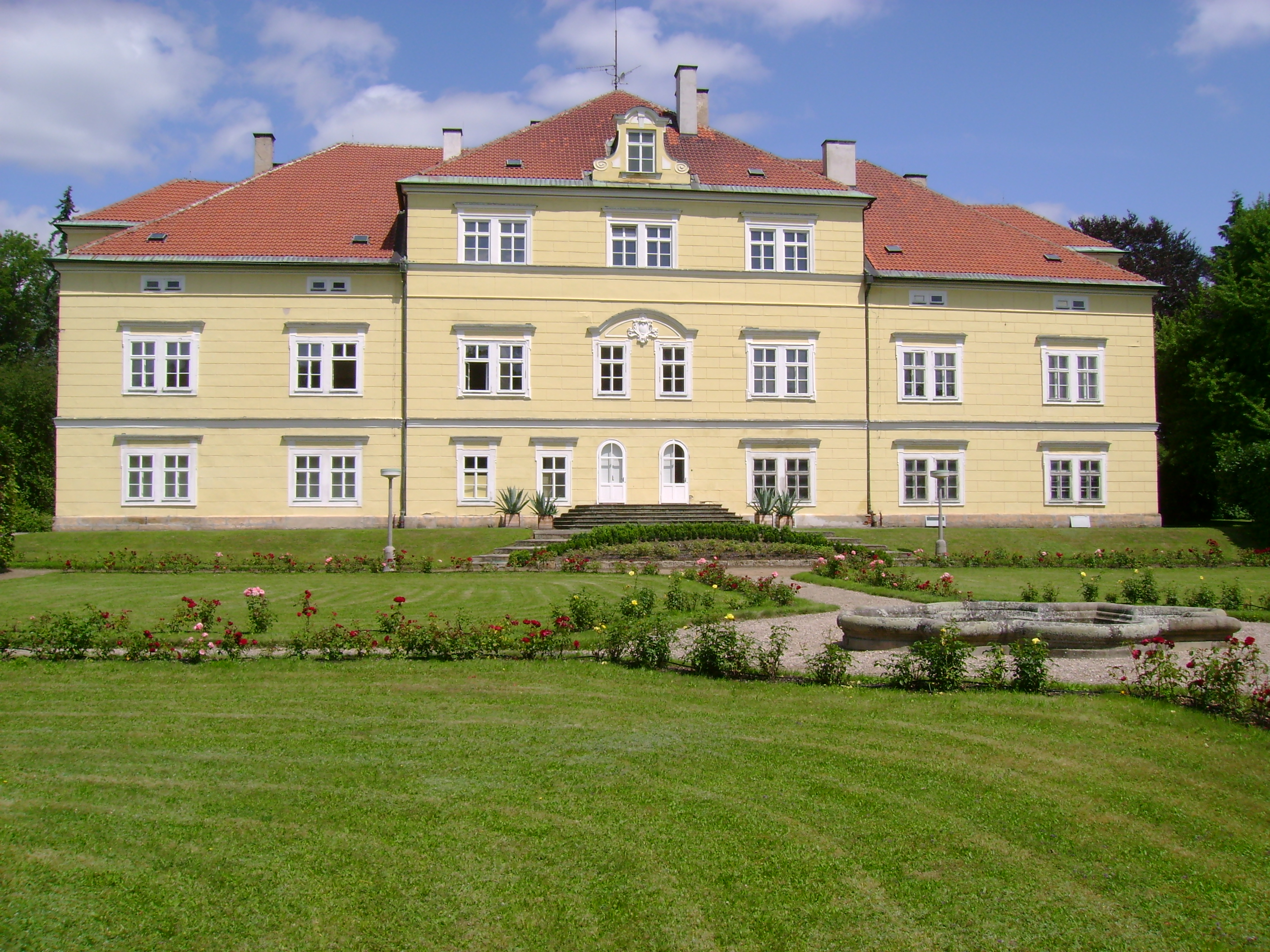
Schloss Miletin

Hans starb 1584 ohne Nachkommenschaft zu hinterlassen. Der Besitz ging an seinen Bruder Georg I. Dieser besaß auch schon Polnisch Neukirch, das später an die Grafen Gaschin kam. Gemeinsam mit seinen beiden Brüdern hatte er außerdem 1577 die überschuldeten Herrschaften Czastolowitz und Tynischt im Königgrätzer Kreis in Böhmen erworben. Georg I. Freiherr von Oppersdorff (* 1516; † 1577) war Landeshauptmann des Fürstentums Neiße und heiratete um 1542 Hedwig von Kalckreuth († 1580). Das Paar hinterließ die Söhne Friedrich II. und Georg II.
Sohn Friedrich Freiherr von Oppersdorff (* 1547; † 1615), Kaiserlicher Rat, Erbauer des Schlosses Czastolowitz und Herr auf Polnisch Neukirch und Tynischt, erhielt 1601 eine böhmische Anerkennung des Freiherrenstandes. Er war dreimal verheiratet. In erster Ehe seit 1573 mit Katharina von Pückler († 1575), in zweiter Ehe 1579 mit Magdalene Burggräfin von Dohna († 1603) und in dritter Ehe ab 1606 mit Katharina Freiin Popel von Lobkowitz († 1614). Sein Nachfolger und Erbe wurde sein Sohn aus zweiter Ehe, Johann Otto Freiherr von Oppersdorff (* 1584; † 1647). Johann Ottos Enkel Johann Eusebius Rudolf Graf von Oppersdorff (* 1670), Sohn des Kaiserlichen Rates und Kämmerers Johann Wenzel Ignaz Freiherr von Oppersdorff (* 1637; † 1676) und dessen Frau Anna Elenore Freiin von Kolowrat-Krakowský (* 1635; † 1692), führte seit etwa 1700 den Grafentitel. Johann Eusebius war Mitherr auf Czastalowitz, das er zusammen mit dem (1615 ausgebrannten) Schloss Tynischt 1682/84 an die Grafen Czernin verkaufte. Sie veräußerten beide Besitze schon 1695 an die Grafen von Sternberg weiterveräußerten, die 1945 enteignet wurden. Nach 1990 u. a. erhielten sie Czastalowitz zurück. Außerdem gehörten Johann Eusebius Milhositz, Czernotitz und Benkowitz. Er war Kaiserlicher Kämmerer, Obrist und Oberststabelmeister. Aus seiner 1690 geschlossenen Ehe mit Helene Elenore Freiin von Krawar und Tworkau (* 1664; † 1741) ging Sohn Johann Franz Wenzel Graf von Oppersdorff (* 1694; † 1772) hervor.

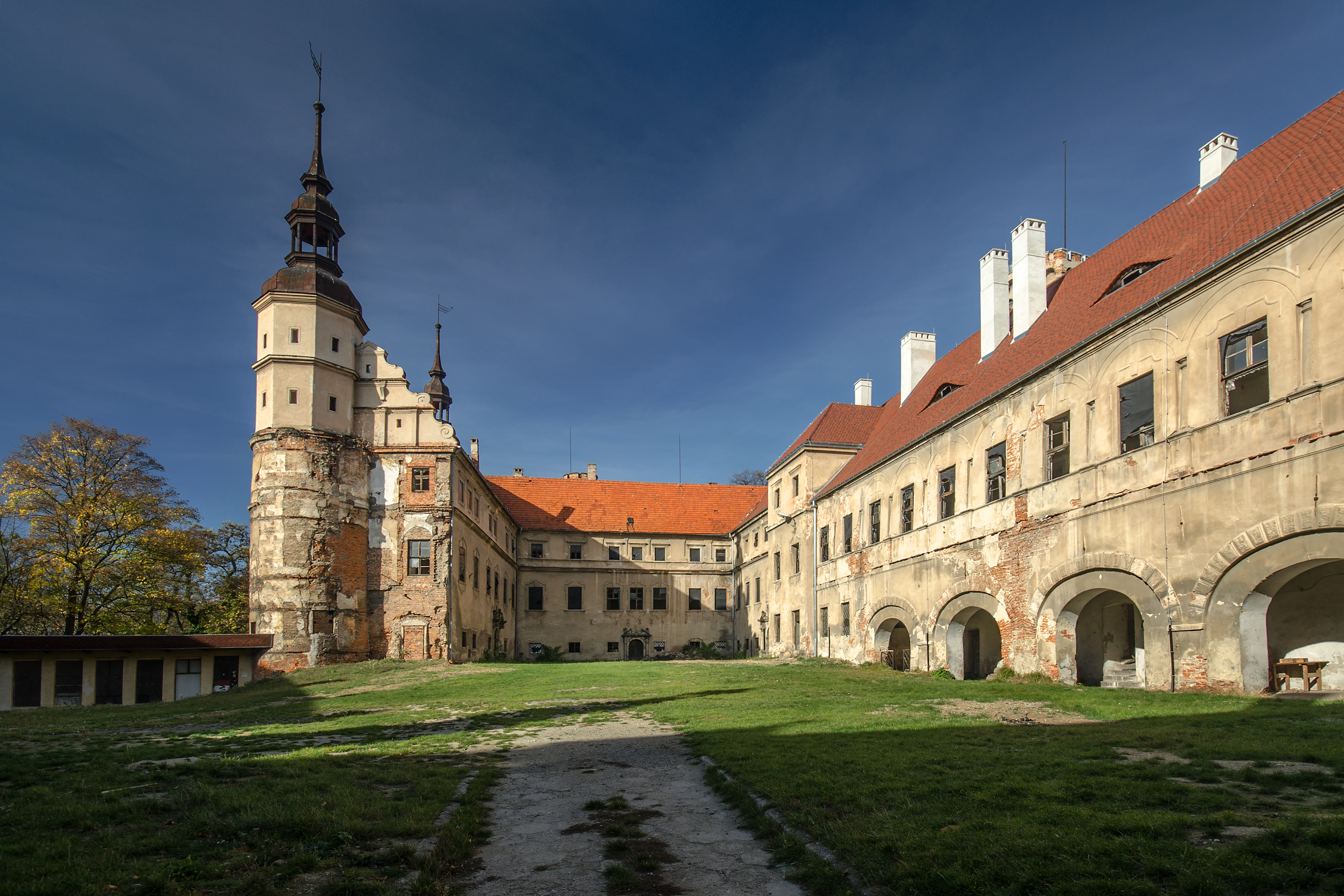
Schloss Oberglogau, Oberschlesien

Johann Franz Wenzels Nachkomme aus seiner ersten 1722 geschlossenen Ehe mit Anna Maria Elenore Gräfin von Clary-Sparbersbach (* 1682; † 1757), Johann Wenzel Franz Graf von Oppersdorff (* 1724), wurde k. k. Rat und Kämmerer. Er starb 1785 als Majoratsherr auf Oberglogau, das er 1781 von der erloschenen mährischen Linie seiner Familie geerbt hatte. Es folgte Franz Philipp (* 1750; † 1831) und auf diesen Franz von Oppersdorff (1778–1818), ein Freund Ludwig van Beethovens, der 1806 im Oberglogauer Schloss weilte und seine 4. Symphonie dem Grafen gewidmet hatte.
Dessen Sohn Eduard Georg Maria Graf von Oppersdorff (* 1800; † 1889), Majoratsherr auf Oberglogau, wurde 1847 in die Herrenkurie des Vereinigten Landtages berufen und war seit 1854 erbliches Mitglied des Preußischen Herrenhauses. Der erbliche Sitz im preußischen Herrenhaus war an den Besitz des Fideikommiss Oberglogau geknüpft, der am 30. Februar 1642 gestiftet wurde und nach dem Erlöschen der schlesischen 1714 und der mährischen 1781 an die böhmische Stammlinie fiel. Von 1871 bis 1873 war Eduard Georg Maria auch Mitglied des Reichstages als Kreisdeputierter des Landkreises Neustadt in Oberschlesien. Er heiratete 1829 Caroline Gräfin Sedlnitzky von Choltitz (* 1811; † 1839) und 1843 Julie Gräfin Henckel von Donnersmarck (* 1819; † 1858).
Sein ältester Sohn, Graf Hans von Oppersdorff (* 1832; † 1877), war Königlich-preußischer Kammerherr, Landesältester, Kreisdeputierter des Landkreises Leobschütz, Mitglied des Reichstags des Norddeutschen Bundes sowie Ehrenritter des Malteserordens. Aus seiner Ehe mit Elisabeth de Talleyrand-Périgord (* 1844; 1880), geschlossen 1863 zu Günthersdorf, ging der Sohn Hans Georg hervor. Hans’ jüngerer Bruder Karl Eduard Franz (* 1834; † 1865) hinterließ einen Sohn Johannes (1858–1943) und dieser aus zwei Ehen sieben Töchter, sodass sein Zweig erlosch.

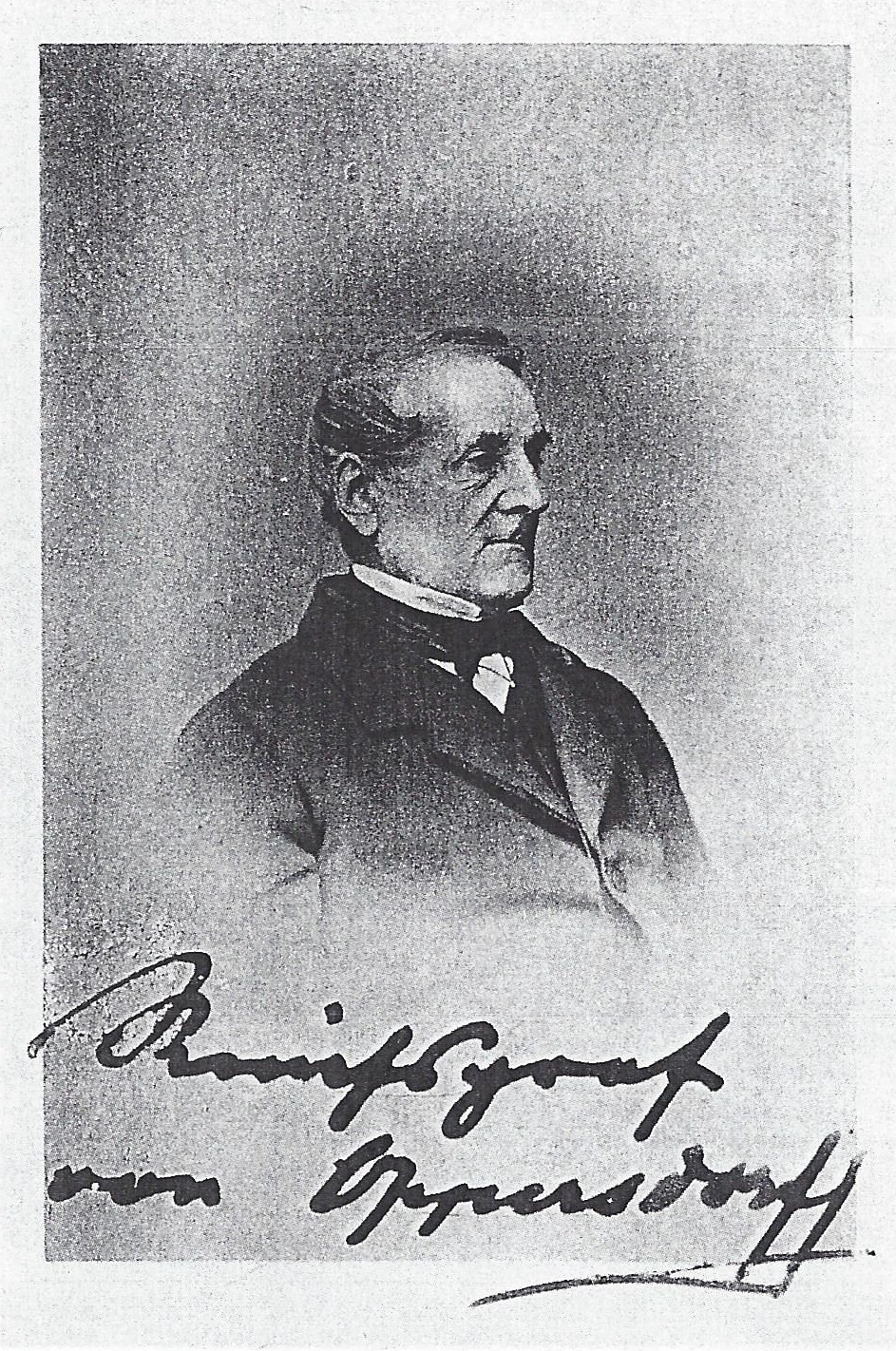
Eduard von Oppersdorff (1800–1889)
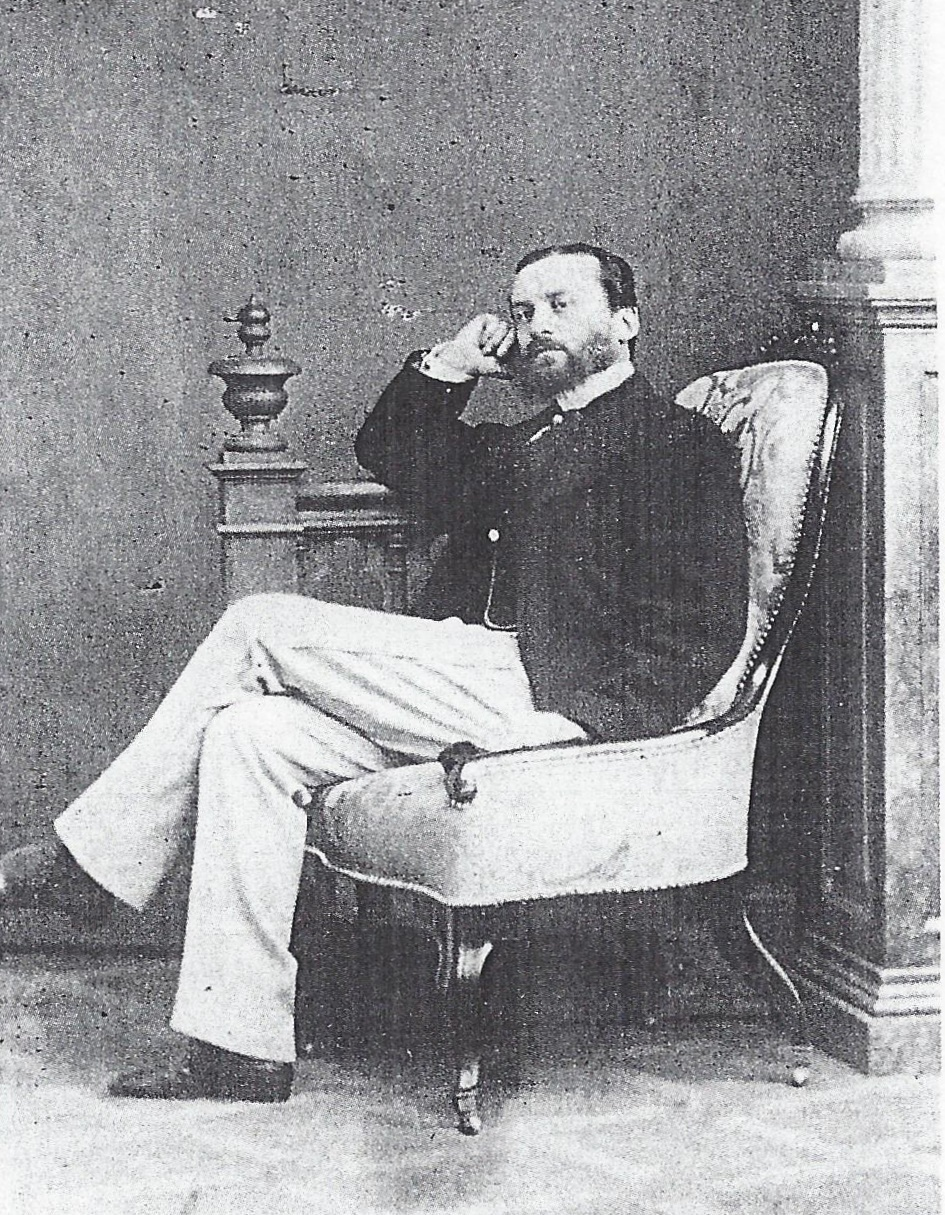
Hans von Oppersdorff (1832–1877)
Hans Georg von Oppersdorff (1866–1948)

Hans Georg Graf von Oppersdorff (* 1866; † 1948) übernahm 1889 von seinem Großvater Eduard den Besitz Oberglogau mit 6500 ha. Er war bis 1891 auch Majoratsherr auf dem vormals Sedlnitzky'schen Geppersdorf (1892 verkauft) und bis 1924 auf Oberaltwaltersdorf im Kreis Glatz. Er war erbliches Mitglied des Preußischen Herrenhauses und von 1907 bis 1918 Mitglied des Reichstages. Als solcher war er ein hoch umstrittener Zentrumspolitiker. Ferner war er Vizepräsident des deutschen Katholikentages 1899 in Neisse und ab 1904 Mitglied des Zentralkomitees der deutschen Katholiken. Er heiratete 1895 in Rom Dorothea Prinzessin Radziwiłł (* 1871; † 1947), die Tochter des Kaiserlich-russischen Kammerherrn und Hofjägermeisters Matthias Prinz Radziwiłł. Sie hatten sechs Söhne und fünf Töchter. 1930 übergab er das Majorat seinem ältesten Sohn und zog nach Frankreich, wo er in Lourdes starb.
Der älteste Sohn Wilhelm Karl Hans (* 1896; † 1989) wurde nach dem Verzicht seines Vaters Hans Georg 1930 Majoratsherr und nach Auflösung des Majorats 1935 Herr der Herrschaft Oberglogau. Er heiratete Marie Louise Prinzessin von Isenburg. Sein ältester Sohn Franz Eduard Johannes (* 1919) heiratete 1955 Maria Theresia Prinzessin von Thurn und Taxis (* 1925), die zwei Söhne und zwei Töchter hatten.

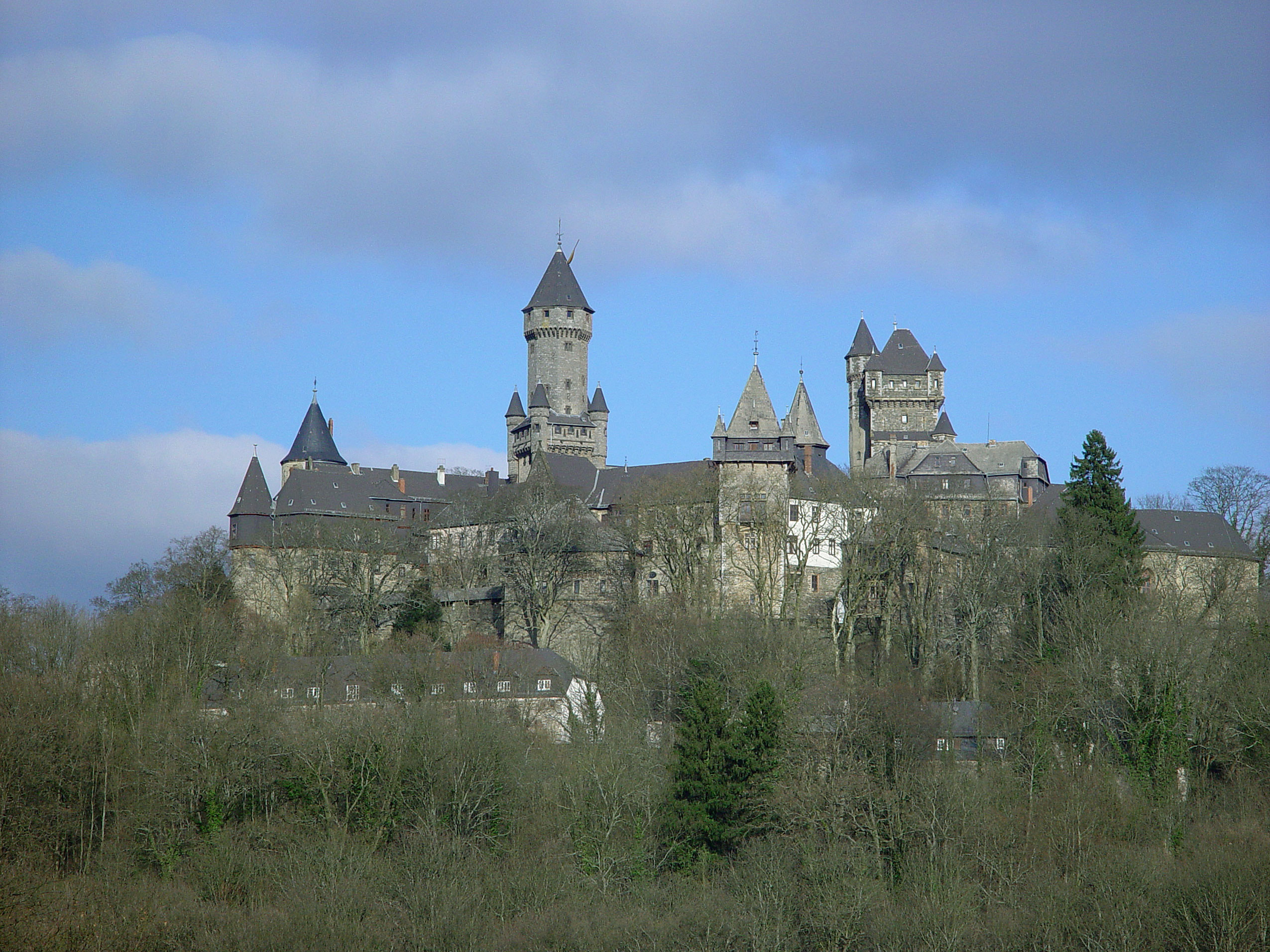
Schloss Braunfels, Hessen

Hans Georgs zweiter Sohn, Hans Georg Eduard Graf von Oppersdorff (* 1920; † 2003), heiratete 1950 Maria Gabrielle Prinzessin zu Solms-Braunfels (* 1918; † 2003) und erbte nach dem Tod seines Schwiegervaters Fürst Georg Friedrich zu Solms-Braunfels (* 1890; † 1970), des letzten männlichen Vertreters dieser Linie, einen Teil der Besitzungen, unter anderem das Schloss Braunfels sowie Schloss Hungen. Er und seine Nachkommen tragen, nach einer Namensänderung durch den Hessischen Minister des Innern vom 2. Mai 1969 den Namen Graf bzw. Gräfin von Oppersdorff-Solms-Braunfels. Außerdem waren Graf Hans-Georg und seine Frau Prinzessin Maria Gabrielle, wie auch schon deren Eltern, Ehrenbürger der Stadt Braunfels.
Der dritte Sohn, Josef Ferdinand (*1922; † 2008) heiratete 1958 Maria-Assunta Gräfin und Herrin von Schönburg-Glauchau (* 1935), Tochter des Carl Graf und Herr von Schönburg-Glauchau (* 1899; † 1945) und dessen Frau Maria Anna Gräfin von Baworów-Baworowska (* 1902; † 1988); sie hatten zwei Söhne und drei Töchter. Der jüngste Bruder Friedrich Karl Eduard (* 1925; † 1985) heiratete 1962 Elisabeth Prinzessin von Hessen (* 1940), Tochter von Philipp von Hessen und dessen Frau Mafalda von Savoyen, königliche Prinzessin von Italien. Ihre beiden Onkel Franz Anton Ignatius (* 1900; † 1975) und Konstantin Anton Coelestin (* 1902; † 1970), die Brüder von Wilhelm Karl Hans, wurden 1944 von Ladislaus Georg Prinz Radziwiłł adoptiert und nannten sich Prinzen Radziwiłł. Die Adoption wurde am 21. September 1945 zu Bad Mergentheim amtsgerichtlich bestätigt. Beide starben, ohne Nachkommenschaft zu hinterlassen.
Maximilian Graf von Oppersdorff erwarb 2005 das Schloss Langenrain bei Konstanz.

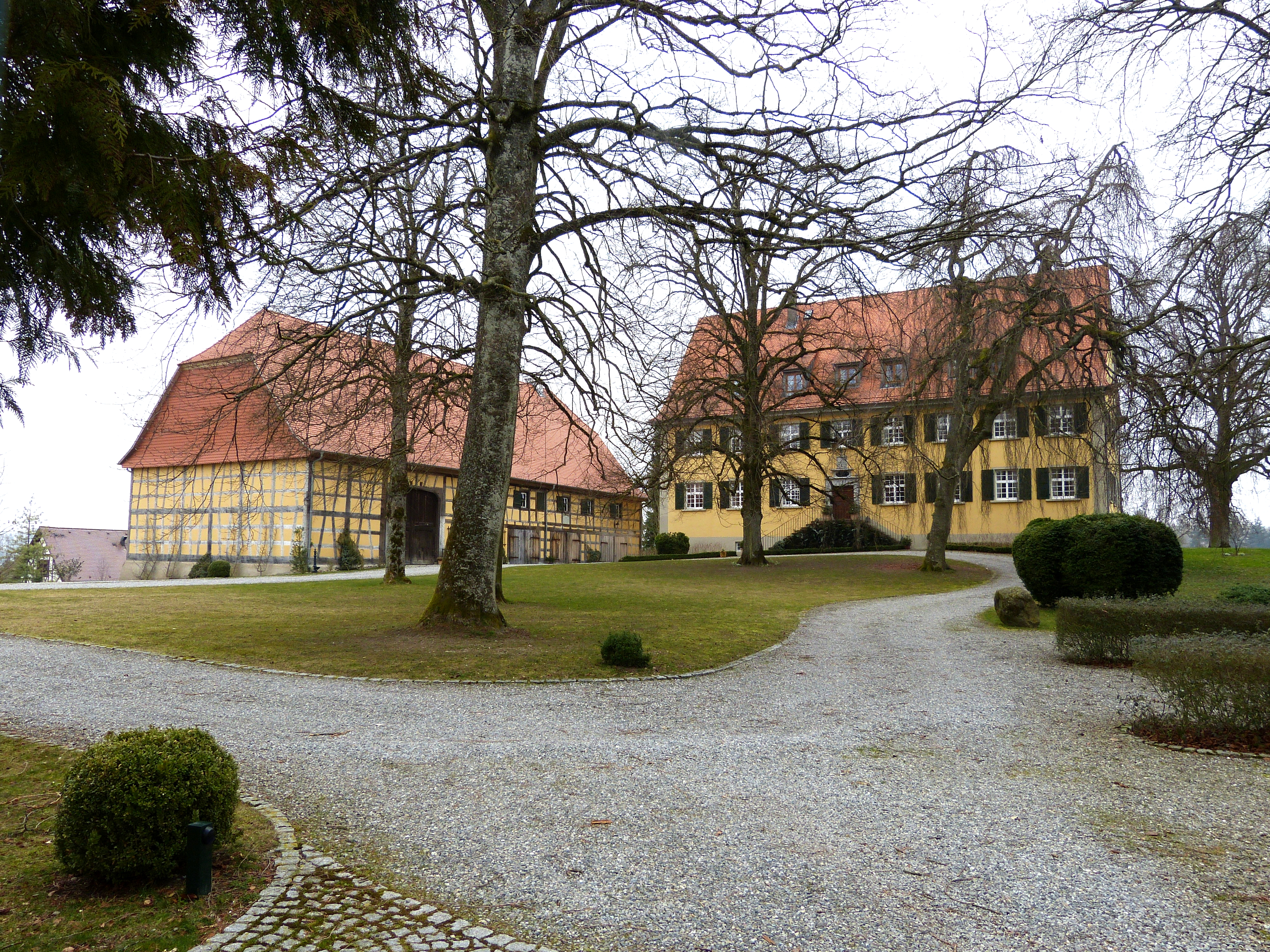
Schloss Langenrain

### Standeserhebungen
Die Brüder Johann (Hans), auf Aich und Friedstein in Böhmen, der spätere kaiserliche Feldmarschall, Georg, nachmalig auf Polnisch Neukirch, kaiserlicher Feldhauptmann und späterer Landeshauptmann von Neiße, und Wilhelm von Oppersdorff, auf Koppen und späterer Obermünzmeister von Böhmen, erhielten 1552 die Aufnahme in den niederösterreichischen Herrenstand. Am 21. Juni 1554 zu Wien wurden die drei Brüder in den erbländisch-österreichischen Freiherrenstand mit von Aich und Friedstein und einer Wappenbesserung erhoben.

#### Böhmische Linie
Das erloschene freiherrliche Haus der jüngeren, evangelischen Linie des gräflichen Hause Oppersdorff ist wegen seiner verwandtschaftlichen Versippung mit böhmischen Herrenstandsfamilien des 16. und 17. Jahrhunderts genealogisch bedeutsam. Standeserhebung als Böhmischer Herr mit „Freiherr von Aich und Friedstein“ (* 24. Juni 1554 in Wien) für die drei Brüder Hans (Johann, Jan) (Kaiserlicher Feldmarschall und Kgl. böhmischer Oberhauptmann von Schlesien, Stammvater des gräflichen Hauses) auf Aicha (Český Dub) in Nordböhmen; Georg (Landeshauptmann des Fürstentum Neiße) und Wilhelm von Oppersdorff, welcher die böhmische evangelische Linie begründete, die vermutlich im Mannesstamm erloschen ist. (Roman von Procházka: Genealogisches Handbuch erloschener böhmischer Herrenstandsfamilien, Neustadt an der Aisch 1973, Stammfolge Oppersdorff (freiherrliches Haus Herzmanmiestecz) Seite 215 bis 217, mit weiteren Quellenangaben und Anmerkungen), ISBN 3-7686-5002-2)
- Wilhelm (der Ältere) von Oppersdorf, Freiherr (d.d.1554) v. Aich und Friedstein (z Dubu a z Frydsteina), auf Herzmanmiestecz und Koroticz, Pfandherr von Slawienczicz. Königlich böhmischer Hauptmann in Brandeis und Hofkammerrat, 1579–1587 Oberstmünzmeister im Königreich Böhmen, (* 11. Juni 1519 in Heidau im Fürstentum Brieg, † 4. September 1588 in Landeck, zu Grabe gelegt in Herzmanmiestecz); verehelicht in Brieg am 29. April 1551 mit Ursula von Hake (Kozel (Schlesien) September 1556)
- Wilhelm (der Jüngere), Frhr. von Oppersdorff zu Aich und Friedstein, auf Kozel, Herzmanmiestecz und Slawiencziecz, in 1. Ehe verehelicht in Kuttenberg am 2. November 1576 mit Katharina Freiin von Kolowrat-Nowohradsky († 1583); in 2. Ehe in Herzmanmiestecz 12. Januar 1586 mit Susanna Gräfin von Hardegg auf Glatz und im Marchlande, auf Rochowitz, verstorben nach 1626. Aus dieser 2. Ehe stammen sieben Kinder, fünf Töchter und die zwei Söhne: Bernhard Wilhelm (der Ältere), Freiherr von Oppersdorf, auf Hermanicz und Rochowicz, (* 1594 in Kozel, † 1666 in Schandau, während der Rekatholisierung in Böhmen zum Tode verurteilt); verehelicht in Wartenberg in Böhmen am 3. Februar 1615 mit Susanne Freiin Berka von Dub und Leipa († 1635 in Königstein in Sachsen). Mit ihrem Sohn Friedrich Wilhelm, auf Groß-Jannowitz im Fürstentum Jauer (* Berlin 1627) erlosch 1678 das freiherrliche Haus Oppersdorf im Mannesstamm. 2. Bernhard Wilhelm (der Jüngere) (* um 1628, † nach 1660), kursächsischer Artillerieoffizier. Der Sohn Johann Friedrich Freiherr von Oppersdorf, auf Markwartitz und Hermanitz im Königgrätzer Kreis in Böhmen (* 21. Dezember 1575 in Kozel, † 1623), geächtet mit Konfiskation im Jahr 1623; verehelicht in Wartenberg 1615 mit Katharina Elisabeth Barbara Freiin Berka von Dub und Leipa. Ihre Nachkommen sollen in Ostpreußen ansässig geworden sein.
- Johann Rudolf Graf von Oppersdorff, Freiherr von Aich und Friedstein, (Aicha (Cesky Dub) in Nordböhmen), später kaiserlicher Kämmerer, Oberst und Kommandant von Otranto, erhielt am 4. August 1718 das mährische Inkolat im Herrenstand. Diesen erhielten ebenso Joseph Wenzel Graf von Oppersdorff, Freiherr von Aich und Friedstein, auf Jetrichowitz und Schnedowitz, späterer Majoratsherr auf Oberglogau am 3. September 1745 und Ferdinand Graf von Oppersdorff, Freiherr von Aich und Friedstein, k.k. Hauptmann in einem Dragonerregiment, am 30. April 1765.[4] Der Grafentitel (Erhebung in den Reichsgrafenstand vom 22. Juni 1622 als Reichsgraf von Oppersdorf Freiherr von Aich und Friedstein) wurde in einem kaiserlichen Dekret vom 3. Oktober 1746 an das Tribunal in Mähren und an das Amt in Schlesien anerkannt.[4][12]

#### Schlesisch-mährische Linie
Die Brüder Georg von Oppersdorff Freiherr von Aich und Friedstein, auf Oberglogau, Landeshauptmann von Oppeln und Ratibor, und Friedrich von Oppersdorff Freiherr von Aich und Friedstein, auf Czastalowitz, erhielten am 12. Februar 1601 zu Prag eine böhmische Anerkennung des Freiherrenstandes.

Georgs gleichnamiger Sohn, Georg Freiherr von Oppersdorff zu Aich und Friedstein, kaiserlicher Rat, Kämmerer und Landeshauptmann von Glogau, wurde am 22. Juni 1626 zu Wien in den Reichsgrafenstand mit der Anrede Hoch- und Wohlgeboren und einer Wappenbesserung erhoben. Seine Brüder Friedrich Freiherr von Oppersdorff zu Aich und Friedstein, auf Polnisch Neukirch, Landeshauptmann von Oppeln und Ratibor, und Wenzel Freiherr von Oppersdorff zu Aich und Friedstein, auf Groß-Herrlitz, k. k. Rat, Kämmerer und Landeshauptmann von Troppau und Jägerndorf, erhielten am 30. April 1635 zu Wien den Reichsgrafenstand als von Polnisch Neukirch mit einer Wappenbesserung.
Friedrichs Söhne, Friedrich Graf von Oppersdorff, Freiherr von Aich und Friedstein, auf Busau und Göding, und Ferdinand Graf von Oppersdorff, Freiherr von Aich und Friedstein, auf Schonowitz, sowie ihr Vetter Wenzel Graf von Oppersdorff, Freiherr von Aich und Friedstein, auf Großherrlitz, kaiserlicher Rat und Oberstleutnant, erhielten am 6. November 1651 zu Wien eine böhmische Bestätigung ihres Grafenstandes. Am 26. März 1652 zu Wien erhielten Georgs Söhnen, Franz Graf von Oppersdorff, Freiherr von Aich und Friedstein, Majoratsherr auf Oberglogau, und Matthias Graf von Oppersdorff, Freiherr von Aich und Friedstein, auf Ratibor, ebenfalls eine böhmische Bestätigung ihres Grafenstandes.
Die obengenannten Brüder Friedrich und Ferdinand Grafen von Oppersdorff, Freiherren von Aich und Friedstein, Friedrich als Landesunterkämmerer von Mähren und Ferdinand, auf Brzezie, Silberkopf, Pogrzebin und Rybaik, als Oberstlandesrichter von Ratibor, erhielten am 19. August 1670 zu Wien eine böhmische Verleihung des Prädikates Hoch- und Wohlgeboren.
Heinrich Ferdinand Graf von Oppersdorff, Freiherr von Aich und Friedstein, Majoratsherr auf Oberglogau, auf Drzewehositz und Domazelitz, erhielt am 2. September 1763 das mährische Inkolat im Herrenstand und sein Sohn Joseph Graf von Oppersdorff, Freiherr von Aich und Friedstein am 30. Januar 1768.

## Wappen

### Stammwappen
Das Stammwappen zeigt in Rot einen (feuerspeienden) silbernen Greifenkopf, der später golden gekrönt dargestellt wurde. Auf dem Helm mit rot-silbernen Helmdecken die Schildfigur.
Nach Siebmacher zeigt das Schildbild alten Siegeln zufolge einen Greifenkopf, jedenfalls keinen Adlerkopf. „[…] Die Köpfe im Wappen der Grafen von Oppersdorf und von Pückler sind, alten Siegeln zufolge, auch Greifen- (nicht Adlers-) Köpfe, ebenso der im Wappen der Stadt Stettin.“ Nach Otto Hupp ist die Figur im Schild und in der Helmzier ein Drachenkopf.

### Gräfliches Wappen
Das gräfliche Wappen, verliehen 1626 als Graf von Oppersdorff, Freiherr von Aich und Friedstein, Herr zu Oberglogau, ist gespalten, zweimal geteilt (6 Felder) und mit rotem Herzschild, darin ein silberner Balken, das Ganze belegt mit einem schwarzen Adler, 1 und 4 einwärts das Stammwappen, der Greif golden gekrönt, 2 und 3 in Gold ein geharnischter Schwertarm, 5 in Rot ein schräg gestelltes goldenbegrifftes Rebmesser, 6 in Gold eine schräglinks liegende Rebe blauer Weintrauben (Stadt Oberglogau). 3 Helme: rechts mit rot-silbernen Decken der Greifenkopf samt Hals, auf dem mittleren mit rechts rot-silbernen, links rot-goldenen Decken der Adler vor einem mit silbernem Balken belegten offenen roten Flug, links mit rot-goldenen Decken ein aus rotem Turban mit silbernem Wulst wachsender geharnischter Arm, der eine mit goldenem Halbmond belegte Tükenfahne an silbern-rot gestückter Stange emporhält.

Der Wahlspruch lautet: Si deus pro nobis, quis contra nos.
Die Nachgeborenen führen dasselbe Wappen ohne die Felder 5 und 6.

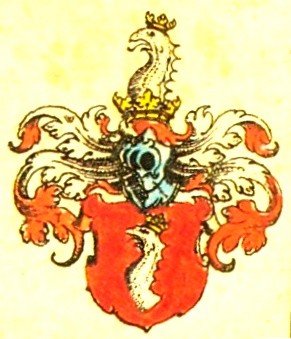
Stammwappen der Oppersdorff nach Siebmacher, 1605
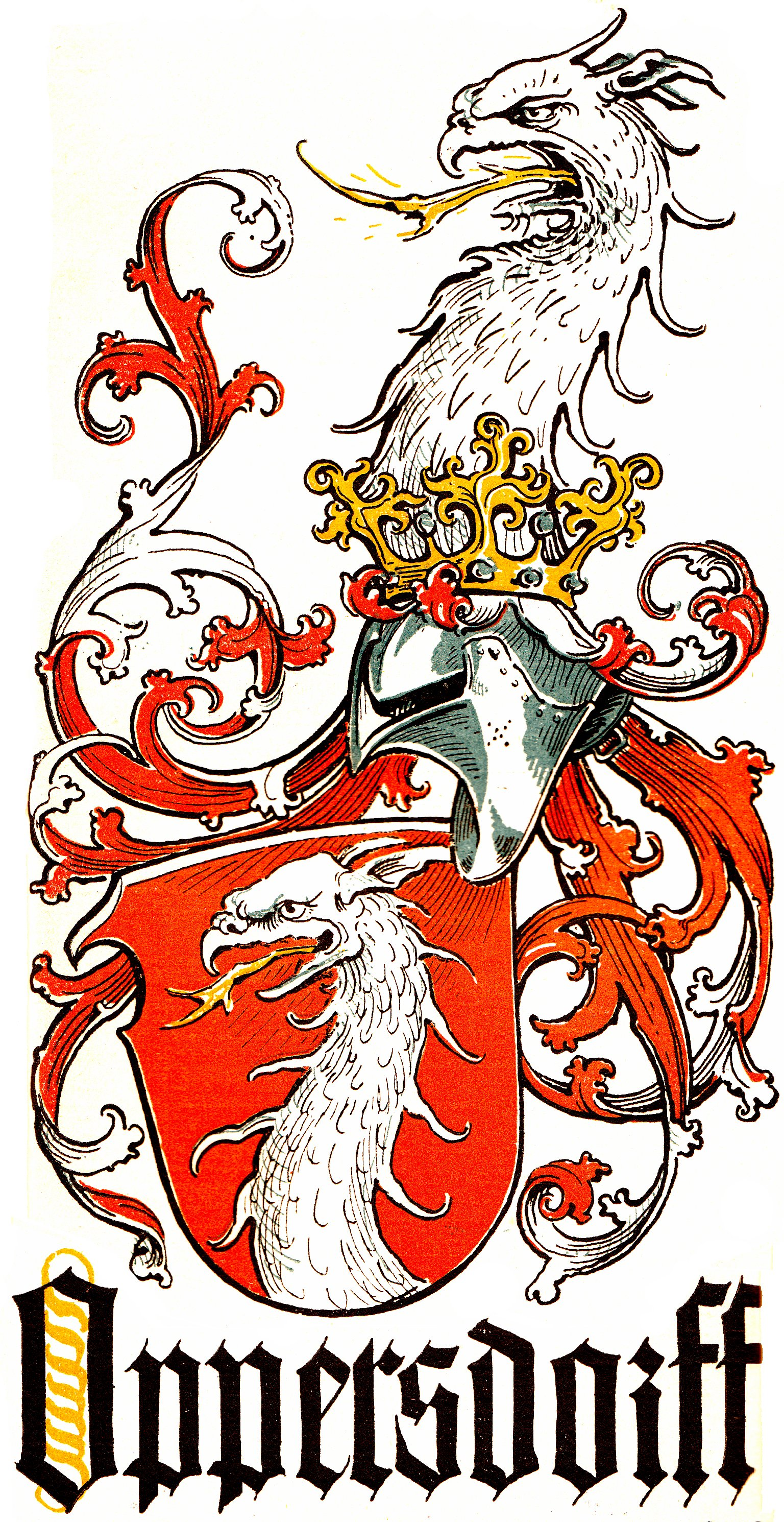
Wappengrafik von Otto Hupp im Münchener Kalender von 1904
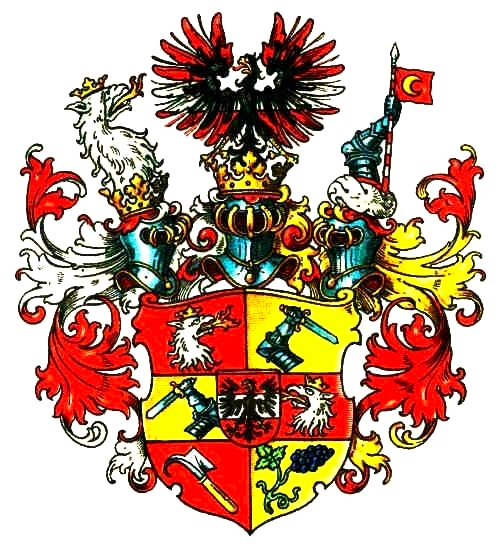
Wappen der Grafen von Oppersdorff

## Namensträger
- Graf Franz von Oppersdorff (1778–1818), Majoratsherr auf Oberglogau und Nassiedl, Herr auf Paulinerwiese, Dirschelwitz und Blaschewitz, Freund Beethovens
- Eduard von Oppersdorff (* 1800; † 1889), Sohn von Franz, Majoratsherr auf Oberglogau usw., Reichstagsabgeordneter
- Hans von Oppersdorff (* 1832; † 1877), Sohn von Eduard, Erbherr auf Geppersdorf-Troplowitz und Schönwiese, Mitglied des Reichstags des Norddeutschen Bundes
- Eduard Karl von Oppersdorff (* 1844; † 1924), auf Groß Gorschütz, Bergwerksunternehmer und K.u.k. Hofbeamter, Halbbruder von Hans
- Hans Georg von Oppersdorff (* 1866; † 1948), Sohn von Hans, Fideikommissherr auf Oberglogau usw., katholischer Politiker, Mitglied des Reichstags und des Zentralkomitees der Deutschen Katholiken